# Ergasilus elongatus
Ergasilus elongatus är en kräftdjursart som beskrevs av C. B. Wilson 1916. Ergasilus elongatus ingår i släktet Ergasilus och familjen Ergasilidae. Inga underarter finns listade i Catalogue of Life.